# Fancsikó és Pinta
Esterházy Péter Fancsikó és Pinta című novellaciklusa 1974-ben jelent meg az Alföldben, majd „írások egy darab madzagra fűzve” alcímmel 1976-ban könyv alakban is, Banga Ferenc illusztrációival.
Egy gyermek szemszögéből mutatja meg a világot.

„Egy szék a fal felé fordult. A karfán a fehér festék fölrepedezett, mintha megsértődött volna. Álltam a széken, és három szót selypegtem a világnak: fancsikó, kalokagatijja, pinta.

A három szó, mint három üveggolyó elgurult, s a felnőttek, ha volt idejük, mosolyogtak. Pedig én azt hiszem, hogy ezek a történetek már akkor bent voltak a szép üveggolyókban.”

– EP

A kötete első fele egy gyermekkor mozaikkockákból összerakott ábrázolása. A főhősnek neve nincs, a kicsinyke „úgy vélte helyesnek”, hogy az anyjától és apjától kissé távolabb kitalálja két barátját, Fancsikót és Pintát.

A „Pápai vizeken ne kalózkodj!” a kötet első felének stílusában az állandóan jelenlévő abszurdot is megmutatja.

Vidám és szomorú, olykor tragikus események hősei a szereplők, akiket az író a felnőttek rideg világában ábrázol.
A történetekből 2006-ban Sonia El Eini készített egy 25 perces rövidfilmet a Könyveskép című sorozatban.

## Tartalom
- Szavak a Fiú ajkáról, egy Előszó maskarájában
- Az első darab
  - (fátyol)
  - (fancsikó és pinta születésének körülményei, kis túlzással és stein úrral, aki a puskatus iránti ellenszenvüket testesíti meg, míg meg nem ölik)
  - (csoki-csoki-csokoládé)
  - (fancsikó verse)
  - (a könnyektől átítatott szivacs)
  - (pinta előadása)
  - (horul a szurok)
  - (bayerische motor werke)
  - (búcsú)
  - (egy üres kartondoboz emlékére)
  - (annu)
  - (isa, por)
  - (egy lány)
  - (hét hangya)
  - (ködló)
  - (a három ezüstkanál)
  - (arcok felülete)
  - (hengemáté)
  - (kirándulás)
  - (amikor apám utoljára csapta be maga mögött az ajtót)
  - (fancsikó előadása)
- A második darab
  - (látogatás előtt)
  - (műsor)
  - (egy mondat, mely úgy döf ár szíveket - az idő egészét -, ahogy orvul a szivárvány az égboltot)
  - (fancsikó és pinta halálának körülményei, kis túlzással, az igazi stein úrral, aki a puskatus iránti ellenszenvünket testesíti meg, míg meg nem születik, mert ezt követően nemsokára már fegyvert szállított, nem nagy tételekben ugyan, de azért így is elég jól megszedte magát)
  - (látogatás)
  - (bolondok, mosolyogna anyám szárazon)
  - (fényképek anyám asztalán)
  - (sárga)
  - (egy tojás)
  - (apámnak megered a nyelve, mint a tavaszi eső, és elmondja, hogyan ismert meg egy bizonyos nőt)
  - (pinta verse)
  - (spagetti)
  - (balett két gyerekkézre)
  - (játék)
  - (két parányi akvarell képzeletem falán, biztonságban, mert nem öntözi sem a nevetés, sem a bánat könnye)
  - (bevezetés egy konyhába)
  - (labda, pöttyökkel)
  - (fénykép édesapám íróasztalán)